# Türkiye 1. Basketbol Ligi 1968-1969
La Türkiye 1. Basketbol Ligi 1968-1969 è stata la 3ª edizione del massimo campionato turco di pallacanestro maschile. La vittoria finale è stata ad appannaggio del Galatasaray.

## Risultati

### Stagione regolare
|     | Squadra      | G  | V  | N | P  | PF    | PS    | Pt. | Qualificazione |
| --- | ------------ | -- | -- | - | -- | ----- | ----- | --- | -------------- |
| 1.  | Galatasaray  | 28 | 25 | 0 | 3  | 2.267 | 1.843 | 78  |                |
| 2.  | İTÜ Istanbul | 28 | 22 | 2 | 4  | 2.304 | 1.835 | 74  |                |
| 3.  | Kolejliler   | 28 | 22 | 1 | 5  | 2.052 | 1.642 | 72  |                |
| 4.  | Altınordu    | 28 | 19 | 0 | 9  | 2.260 | 1.949 | 66  |                |
| 5.  | Karagücü     | 28 | 18 | 2 | 8  | 2.094 | 1.884 | 66  |                |
| 6.  | Fenerbahçe   | 28 | 17 | 1 | 10 | 2.204 | 1.039 | 63  |                |
| 7.  | Beşiktaş     | 28 | 16 | 1 | 11 | 1.921 | 1.761 | 61  |                |
| 8.  | Muhafızgücü  | 28 | 15 | 3 | 10 | 2.020 | 1.869 | 61  |                |
| 9.  | Modaspor     | 28 | 11 | 1 | 16 | 1.648 | 1.769 | 51  |                |
| 10. | PTT İstanbul | 28 | 10 | 1 | 17 | 1.815 | 1.907 | 49  |                |
| 11. | Altay        | 28 | 9  | 2 | 17 | 1.881 | 2.027 | 48  |                |
| 12. | Ankara DSİ   | 28 | 9  | 0 | 19 | 1.845 | 2.134 | 46  |                |
| 13. | Kadıköyspor  | 28 | 7  | 0 | 21 | 1.792 | 2.105 | 42  | retrocesse     |
| 14. | Jandarmagücü | 28 | 2  | 0 | 26 | 1.453 | 2.044 | 32  | retrocesse     |
| 15. | Göztepe      | 28 | 1  | 0 | 27 | 1.440 | 2.188 | 30  | retrocesse     |

| Türkiye 1. Basketbol Ligi 1968-1969 |
| ----------------------------------- |
| Galatasaray 1º titolo               |

## Formazione vincitrice
| N° | Naz.                | Ruolo | Sportivo          |  | Alt. |  |
| -- | ------------------- | ----- | ----------------- |  | ---- |  |
|    | Turchia (bandiera)  |       | Kaya Başaran      |  |      |  |
|    | Turchia (bandiera)  |       | Nur Danişment     |  |      |  |
|    | Turchia (bandiera)  |       | Semih Dedeoğlu    |  |      |  |
|    | Turchia (bandiera)  |       | Ethem Ekerbiçer   |  |      |  |
|    | Turchia (bandiera)  |       | Nedim Hoşgör      |  |      |  |
|    | Turchia (bandiera)  |       | Necdet İmre       |  |      |  |
|    | Turchia (bandiera)  |       | Ferhan İmren      |  |      |  |
|    | Turchia (bandiera)  |       | Şengün Kaplanoğlu |  |      |  |
|    | Turchia (bandiera)  |       | Ilgaz Köksal      |  |      |  |
|    | Turchia (bandiera)  |       | İzzet Sürücü      |  |      |  |
|    | Turchia (bandiera)  |       | Fuat Tahir        |  |      |  |
|    | Turchia (bandiera)  |       | Ercüment Taneröz  |  |      |  |
|    | Turchia (bandiera)  |       | Mehmet Tümer      |  |      |  |
|    | Turchia (bandiera)  |       | Nedret Uyguç      |  |      |  |
|    | Bulgaria (bandiera) | All.  | Petăr Simanov     |  |      |  |